# ذخایر ماهی

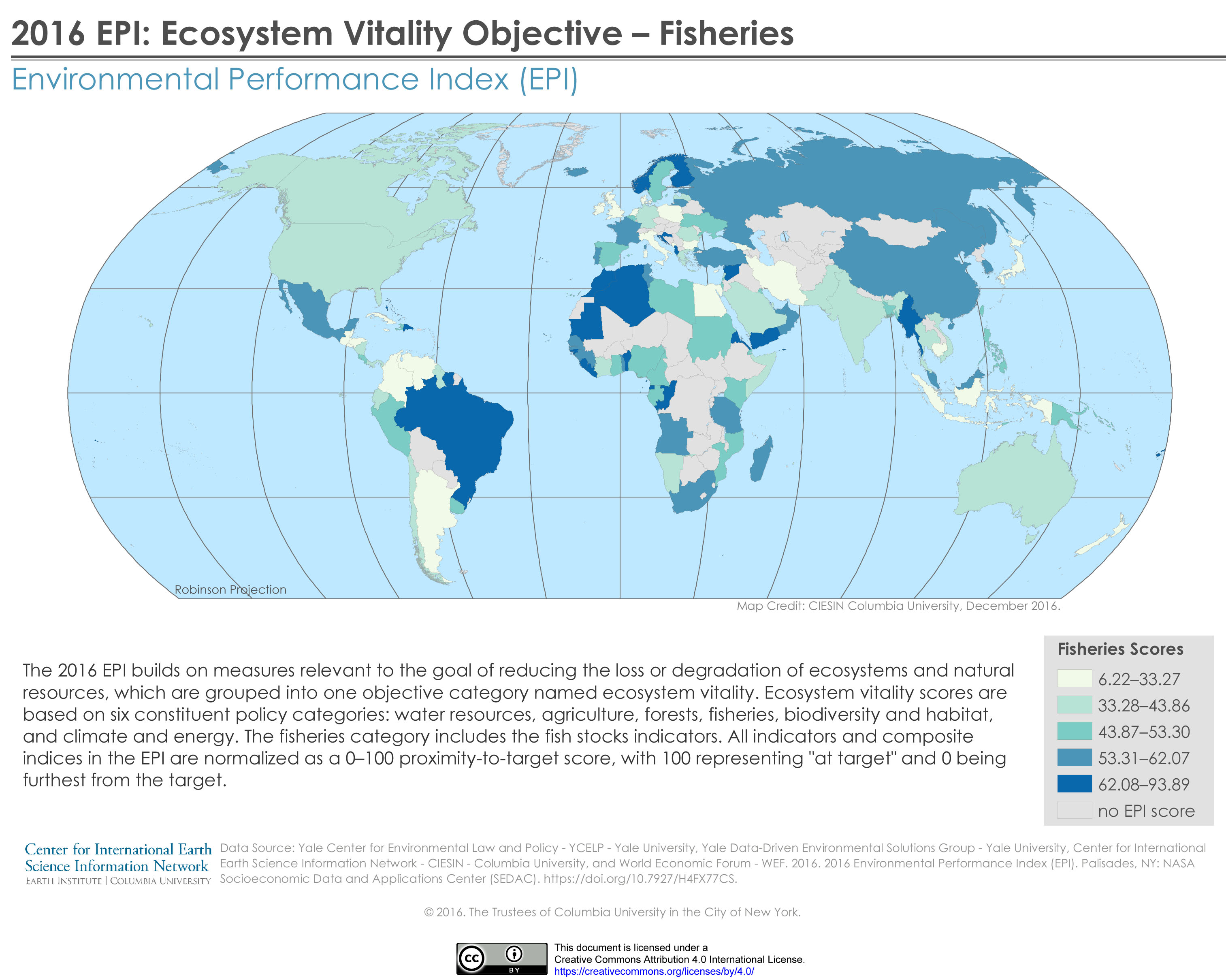
شاخص‌های ذخایر ماهی، که به‌عنوان یک امتیاز نزدیکی به هدف از ۰ تا ۱۰۰ نرمال می‌شود، با ۱۰۰ نشان‌دهنده «در هدف» و ۰ در دورترین فاصله از هدف.

ذخایر ماهی (به انگلیسی: Fish stocks) زیرجمعیت‌هایی از یک گونه خاص ماهی هستند که پارامترهای ذاتی (رشد، بازافزایی، تلفات و مرگ و میر ماهیگیری) به‌طور سنتی به عنوان عوامل مهم تعیین‌کننده پویایی جمعیت در نظر گرفته می‌شوند، در حالی که عوامل بیرونی (درون‌کوچی و برون‌کوچی) به‌طور سنتی نادیده گرفته می‌شوند.